# Jóaš
Jóaš (hebrejsky: יְהוֹאָשׁ‎, Jeho'aš), v českých překladech Bible přepisováno též jako Joaš, Joas či Jehoaš, byl z Davidovy dynastie sedmým králem samostatného Judského království. Jeho jméno se vykládá jako „Hospodin daroval“ nebo „Hospodinův oheň“. Moderní historikové a archeologové uvádějí, že vládl asi v letech 836 př. n. l. až 798 př. n. l. Podle kroniky Davida Ganse by však jeho kralování mělo spadat do let 3061–3100 od stvoření světa neboli do let 701–661 před naším letopočtem, což odpovídá 40 letům vlády.

## Život
Jóaš byl synem krále Achazjáše a Sibji z Beer-šeby a zároveň vnukem Atalji, jež vládla judskému království před ním. Vládu své babičky přežil jen díky tomu, že jej jako kojence vzala z královského domu jeho teta Jóšeba, žena velekněze Jójady, a ukryla jej v Hospodinově domě. Atalja totiž po smrti svého syna Achazjáše nechala vyvraždit všechno královské potomstvo z dynastie krále Davida. Cílem zřejmě nebylo pouze to, aby upevnila svou vlastní moc, ale také to, aby postupně omezila vliv Hospodinových kněží, kteří se řídili učením Tóry a bránili zavádění modloslužebných kultů, jež Atalja pod vlivem své matky Jezábel vyznávala. Stranou Ataljina vlivu se Jóašovi dostalo od velekněze Jójady odlišné náboženské výchovy, takže se stal nadějí všech, kteří odmítali jakýkoliv druh modlářství a zároveň věřili proroctví, podle něhož neměl být králi Davidovi vyhlazen následník trůnu z jeho rodu.

### Převrat
V roce 837 př. n. l. získal velekněz Jójada na svou stranu velitel armády a zorganizoval v Jeruzalémě vzpouru, při níž byla Atalja usmrcena mečem. Poté byl na krále korunován sedmiletý Jóaš a „všechen lid země přišel k Baalovu domu a strhli jej; jeho oltáře i jeho obrazy nadobro roztříštili a Baalova kněze Mátana zabili před oltáři.“ Za vlády Jóaše se pak započalo s obnovou jeruzalémského chrámu.

### Odpadnutí
Po smrti velekněze Jójady, který se dožil úctyhodných 130 let, král Jóaš pod vlivem judských velmožů uctívání Hospodina opustil a dokonce nechal ukamenovat Jójadova syna Zekarjáše, který jej z pozice kněze a proroka neváhal napomínat. Jóašova vláda neslavně končí, když aramejské vojsko vydrancuje zemi a těžce nemocný král je na svém lůžku zavražděn vlastními lidmi. Po něm na judský trůn nastoupil jeho syn Amasjáš.

## Hodnocení
Pisatelé Bible vyhodnocují Jóašův život rozporuplně. 2. kniha královská se zmiňuje pouze o pozitivních částech jeho života, zatímco Knihy kronik zmiňují i zločin, při němž byl zavražděn Boží prorok – kněz Zekarjáše. Tento čin byl považován za natolik závažný, že o něm mluvil o mnoho let později dokonce i Ježíš Kristus. Někteří badatelé se domnívají, že rozdíl hodnocení v knihách Tanachu spočívá v samotných pisatelích. Zatímco Knihy královské vznikaly pod silným vlivem judských králů a jejich pisatelé žili pravděpodobně před babylónským zajetím, případně během něho, Knihy kronik byly naproti tomu napsány až po návratu z tohoto zajetí a vznikly pod vlivem Ezdrášovy kněžské komunity.